# Charles Descardre
Charles Descardre (Chênée, 30 de gener de 1825 - ibidem 16 de setembre de 1909) va ser un horticultor i burgmestre belga.
De 1882 a 1891 fou burgmestre del seu poble natal, l'antic municipi de Chênée ara fusionat amb Lieja. Com a horticultor, fou el creador de dues races de pomes d'arbres de tija alta: la Reinette de Chênée i la Madame Galopin.
El 19 de desembre de 2003, el govern de la regió flamenca va proclamar un decret que atorga subvencions per a la protecció de la diversitat genètica al qual va incloure la Reinette de Chênée.